# Модуль Perl
Perl модуль (англ. modules) — окрема програмна структура в мові програмування Perl, яка має власний простір назв, змінні, процедури та має механізм експорту визначених назв в загальний простір назв програми, до якої додається модуль. Кожний модуль має власну назву, який завдає простір назв та відбивається на файл з текстом програми модуля. Наприклад, модуль Net::Time:
- має простір назв Net::Time;
- знаходиться в файлі Net/Time.pm. В Unix-подібних операційних системах, пошук модулів виконується в теках /usr/lib/perl5, /usr/local/lib/perl5.

В мережі існує централізоване сховище модулів CPAN, в якому зберігаються майже всі розроблені Perl-модулі.
Завдяки підтримки Perl одночасно декількох парадигм програмування, то модулі можуть бути написані як в процедурному стилі, так й в об'єктно-орієнтованому. Одночасно можуть використовуватись модулі, написані в будь-якій стиль.
Текст модуля також включає документацію по його використанню, яка оформлюється в POD форматі. За прийнятою практикою в Perl, структура POD-документації робиться робиться за структурою довідкових сторінок UNIX.

## Приклад
Нижче, на прикладі класичного Hello world! наведено різні стилі організації модулів. Важливо підкреслити — модулі в Perl є необов'язковими, на відміну, наприклад, від [Java]] в якому завжди потрібно визначати клас. Можна визначити функцію «Hello, World» так:
```
sub
 
hello
 
{
 
"Hello, world!\n"
 
}

print
 
hello
();

```

або скорити до однієї стрічки:
```
print
 
"Hello, world!\n"
;

```

Нижче цей же приклад в різних парадигмах.

### в процедурному стилі
Приклад показує оформлення модуля із застосуванням процедурного стиля.
Код програми з підключенням модуля та викликом функції.
```
#!/usr/bin/perl

# Підключення модуля та імпорт всіх його публічних функцій в простір назв програми 

use
 
Hello::World
;
 
# підключення модуля

print
 
hello
();
             
# друкує з модуля "Hello, world!\n"

print
 
hello
(
"Milky Way"
);
  
# друкує "Hello, Milky Way!\n"

```

Текст модуля Hello/World.pm.
```
package
 
Hello::World
;
 
# Назва модуля й одночасно простір назв, де будуть знаходиться всі об'єкти модуля

 

use
 
strict
;
   
# включення перевірки, що всі зміні попередньо визначені та мають початкові значення

use
 
warnings
;
 
# показувати всі попередження компілятора - зазвичай, вони не відображаються, так як 

              
# вважається що виконується скрипт користувача

our
 
$VERSION
 
=
 
'1.00'
;
 
# версія модуля, зберігається в $ModuleName::VERSION

use
 
base
 
'Exporter'
;
   
# підключення механізму експорту назв об'єктів модуля в простір програми

our
 
@EXPORT
 
=
 
qw(hello)
;
 
# в масиві перераховуємо назви, які експортуємо 

# Строки, що починаються із символу "=" є ознакою, що далі пішов текст документації 

# в форматі POD, до стрічки, яка має починатись з "=cut"

=head1 NAME

  Hello::World - An encapsulation of a common output message

=head1 SYNOPSIS

  use Hello::World;

  print hello();

  print hello("Milky Way");

=head1 DESCRIPTION

Це процедурний модуль, який друкує привітання тому, кому вказано 

в параметрі процедури. Інакше - просто "Hello, world!"

=head2 Functions

    Доступні наступні функції 

=head3 hello

    print hello();

    print hello($target);

Друкує привітання. Якщо C<$target> пусте, то замість нього використовується "world".

=cut

    
# безпосередньо сам код функції hello()

sub
 
hello
 
{

    
my
 
$target
 
=
 
shift
;

    
$target
 
=
 
'world'
 
unless
 
defined
 
$target
;

    

    
return
 
"Hello, $target!\n"
;

}

=head1 AUTHOR

   Joe Hacker <joe@joehacker.org>

=cut

# Важливо! Кожний модуль Perl має повертати ознаку, що він успішно завантажений.

#  Це будь-яке значення, яке не "0" та не пусте. Інакше він не буде завантажений.

1
;

```

### в об'єктно-орієнтовному стилі
Приклад показує оформлення модуля із застосуванням об'єктно-орієнтованого стиля (надалі — ОО). Перевага модуля OO полягає в тому, що кожен об'єкт може бути налаштований незалежно від інших об'єктів.
Код програми із створенням об'єкта та викликом метода.
```
#!/usr/bin/perl

use
 
Hello::World
;

my
 
$hello
 
=
 
Hello::World
->
new
;

   
$hello
->
print
;
                
# друкує "Hello, world!\n"

   
$hello
->
target
(
"Milky Way"
);

   
$hello
->
print
;
                
# друкує "Hello, Milky Way!\n"

my
 
$greeting
 
=
 
Hello::World
->
new
(
target
 
=>
 
"Pittsburgh"
);
 
# створюємо інший об'єкт

   
$greeting
->
print
;
             
# надрукує "Hello, Pittsburgh!\n"

   
$hello
->
print
;
                
# все ще надрукує "Hello, Milky Way!\n"

```

Текст модуля Hello/World.pm
```
# Perl не має окремого визначення класу, на зразок зарезервованого слова 'class',

#   простір назв і є клас.

package
 
Hello::World
;

use
 
strict
;

use
 
warnings
;

our
 
$VERSION
 
=
 
"1.00"
;

=head1 NAME

Hello::World - узагальнене привітання

 

=head1 SYNOPSIS

    use Hello::World;

    my $hello = Hello::World->new();

    $hello->print;

 

=head1 DESCRIPTION

  Об'єктно-орієнтована бібліотека, що надає класичне "Hello word!" повідомлення.

 

=head2 Methods

 

=head3 new

    my $hello = Hello::World->new();

    my $hello = Hello::World->new( target => $target );

Екземпляри об'єкту, що містять привітання. Якщо C<$target> визначено,

  то воно передається в C<< $hello->target >>.

 

=cut

 

# Конструктор об'єкта зазвичай має назву new(). Проте їм може бути будь-який метод 

#  і конструкторів може бути декілька

 

sub
 
new
 
{

 
my
(
$class
,
 
%args
)
 
=
 
@_
;

 

 
my
 
$self
 
=
 
bless
({},
 
$class
);

 

 
my
 
$target
 
=
 
exists
 
$args
{
target
}
 
?
 
$args
{
target
}
 
:
 
"world"
;

 
$self
->
{
target
}
 
=
 
$target
;

 

 
return
 
$self
;

}

 

 

=head3 target

 

    my $target = $hello->target;

    $hello->target($target);

 

Встановлює та повертає значення повідомлення.

=cut

 

sub
 
target
 
{

  
my
 
$self
 
=
 
shift
;

  
if
(
 
@_
 
)
 
{

      
my
 
$target
 
=
 
shift
;

      
$self
->
{
target
}
 
=
 
$target
;

  
}

  
return
 
$self
->
{
target
};

}

  

=head3 to_string

    my $greeting = $hello->to_string;

Повертає $greeting як рядок.

=cut

 

sub
 
to_string
 
{

 
my
 
$self
 
=
 
shift
;

 
return
 
"Hello, $self->{target}!"
;

}

 

=head3 print

    $hello->print;

Виводить привітання в стандартний потік STDOUT 

=cut

sub
 
print
 
{

 
my
 
$self
 
=
 
shift
;

 
print
 
$self
->
to_string
(),
 
"\n"
;

}

 

=head1 AUTHOR

   Joe Hacker <joe@joehacker.org>

=cut

1
;

```